# Porsche 959
O Porsche 959 é um automóvel produzido pela Porsche entre 1986 e 1993, visando prioritariamente à participação em ralis (competia na classe "b"). O modelo chegou a participar inclusive do famoso Paris-Dakar, vencendo a edição de 1986. A fim de atender a exigências da FIA, algumas unidades foram posteriormente adaptadas para uso comum. A Porsche a única montadora a vencer todos os tipos de corridas e campeonatos que disputou.
Aproximadamente 345 unidades foram feitas entre 1986 e 1993, sendo 337 entre 1986 e 1988 (incluindo protótipos e modelos de pré-produção) e mais 8 feitos entre 1992 e 1993.

## O 959 S
O Porsche 959 S era um 959 "Sport" com turbocompressores maiores que aumentavam a potência para 515 PS (379 kW; 508 hp), resultando em uma velocidade máxima de 339 km/h (211 mph) testada por Auto Motor und Sport no Nardò Ring em 1988. Foram construídos vinte e nove carros.